# (171396) Miguel
(171396) Miguel est un astéroïde de la ceinture principale.

## Description
(171396) Miguel est un astéroïde de la ceinture principale. Il fut découvert le 24 août 2006 à La Cañada par Juan Lacruz. Il présente une orbite caractérisée par un demi-grand axe de 2,37 UA, une excentricité de 0,15 et une inclinaison de 3,8° par rapport à l'écliptique.

## Compléments